# Президијум Народне скупштине ФНРЈ
Президијум Народне скупштине ФНРЈ (мкд. Президиумот на Народната скупштина на ФНРЈ; словен. Prezidij Ljudske skupščine FLRJ) био је колективни шеф државе у Федеративној Народној Републици Југославији (ФНРЈ) од 31. јануара 1946. до 14. јануара 1953. године.
Привремена народна скупштина ДФЈ формирана је 10. августа 1945. од Антифашистичког већа народног ослобођења Југославије (АВНОЈ) и на њеном челу се налазило Председништво које је настало од дотадашњег Председништва АВНОЈ-а. Након парламентарних избора, 29. новембра 1945. сазвана је Уставотворна скупштина, а 1. децембра 1945. изабрано је њено Председништво које је усвајањем Устава ФНРЈ, 31. јануара 1946. претворено у Президијум Народне скупштине.
Први сазив Президијума Народне скупштине функционисао је до 24. априла 1950, када је након парламентарних избора одржаних 26. марта 1950, на првом заседању Народне скупштине изабран други сазив Президијума Народне скупштине. На челу Президијума, у оба сазива, налазио се Иван Рибар, ранији председник АВНОЈ-а и председник Уставотворне скупштине Краљевине СХС.
Доношењем Уставног закона, јануара 1953. извршена је измена Устава којом је укинут Президијум Народне скупштине и уведена функција председника Републике, на коју је 14. јануара 1953. изабран Јосип Броз Тито.

## Делокруг
Президијум Народне скупштине ФНРЈ вршио је следеће послове:
- сазивао заседања Народне скупштине ФНРЈ;
- распуштао Народну скупштину ФНРЈ у случају несагласности домова о законском предлогу;
- расписивао изборе за Народну скупштину ФНРЈ;
- оцењивао сагласност закона република са Уставом ФНРЈ и савезним законима, уз накнадну потврду Народне скупштине ФНРЈ, а на захтев Владе ФНРЈ, президијума народних скупштина република, Врховног суда ФНРЈ, јавног тужиоца ФНРЈ и по сопственој иницијативи;
- давао обавезна тумачења савезних закона;
- проглашавао изгласане законе;
- издавао указе;
- вршио право помиловања према прописима закона;
- додељивао одликовања и почасна звања ФНРЈ према прописима савезног закона;
- ратификовао међународне уговоре;
- постављао и опозивао на предлог Владе ФНРЈ амбасадоре, ванредне посланике и опуномоћене министре у страним државама;
- примао акредитивна и опозивна писма код њега акредитованих дипломатских представника страних држава;
- проглашавао општу мобилизацију и ратно стање у случају оружаног напада на ФНРЈ, или у случају потребе непосредног извршења међународних обавеза ФНРЈ према међународној организацији мира или некој савезничкој земљи;
- постављао и разрешавао на предлог председника Владе ФНРЈ поједине чланове Владе у времену између два заседања Народне скупштине ФНРЈ, уз накнадну потврду Народне скупштине ФНРЈ;
- одређивао заменике члановима Владе на предлог председника Владе ФНРЈ;
- на предлог председника Владе ФНРЈ мењао, спајао и укидао постојећа министарства и комисије у времену између заседања Народне скупштине ФНРЈ и уз њену накнадну потврду;
- одређивао на предлог Владе ФНРЈ која предузећа и установе имају општедржавни значај и долазе под непосредну управу Савезне владе;
- расписивао народни референдум у питањима из надлежности ФНРЈ на основу одлуке Народне скупштине ФНРЈ или на предлог Владе ФНРЈ.

Указе Президијума Народне скупштине ФНРЈ потписивали су председник и секретар.
Президијум је за свој рад одговарао Народној скупштини. Она је могла опозвати Президијум и изабрати нов, као и разрешити дужности поједине чланове и изабрати нове и пре истека времена за које су изабрани. У случају распуштања Народне скупштине Президијум је вршио дужност све до избора новог Президијума. Новоизабрана Народна скупштина се састајала најдоцније месец дана после извршених избора.

## Састав Президијума
Чланове првог Президијума Народне скупштине ФНРЈ изабрала је Уставотворна скупштина на заседању оба већа 1. децембра 1945, као чланове Председништва Уставотворне скупштине. На истом заседању усвојен је Закон о Председништву Уставотворне скупштине чијим чланом 6. је предвиђено да се приликом претварања Уставотворне скупштине у Народну скупштину (члан 26. Закона о Уставотворној скупштини) истовремено изврши претварање Председништва Уставотворне скупштине у Президијум Народне скупштине. Президијум Народне скупштине првог сазива имао је приликом избора укупно 33 члана — председника, шест потпредседника и секретара, као и  25 чланова (Србија је била заступљена са 8, Хрватска са 6, Словенија и Босна и Херцеговина са 3 и Македонија и Црна Гора са 2 члана). Након потписивања мировног споразума са Италијом 1947, којим су Словеначко приморје, Истра, Ријека и Задар прикључени ФНР Југославији, односно НР Словенији и НР Хрватској, априла 1948. изабарана су два додатна члана Прездијума — Саво Златић, из Истре и Иван Регент, из Трста, чиме се број чланова Прездијума попео на 35, односно 27 чланова. Од укупно 35 чланова Президијума њих 22 били су чланови Комунистичке партије Југославије (КПЈ), 9 су били чланови разних грађанских странака (ХСС, СДС, Демократска странка, Земљорадничка странка, Републиканска странка), док су 4 изабрани као нестраначке личности.
Президијум Народне скупштине првог сазива постојао је укупно 1.605 дана, до 24. априла 1950. када је изабран нови Президијум. У току првог мандата извршене су четири измене чланова Президијума. Прво је априла 1948. уместо Драгољуба Јовановића, који је смењен и ухапшен, изабран Нинко Петровић. Потом је септембра 1948. уместо преминулог Јаше Продановића изабран је Алекса Томић, а уместо Сретена Жујовића и Андрије Хебранга, који су смењени и ухапшени изабрани су Петар Стамболић и Иван Гошњак.
Чланове другог Президијума Народне скупштине изабрала је 24. априла 1950. на заседању оба већа Народна скупштина ФНРЈ, која је конституисана након парламентраних избора одржаних 26. марта 1950. године. Президијум Народне скупштине другог сазива имао је укупно 38 чланова — председника, шест потпредседника и секретара, као и  30 чланова (Србија је била заступљена са 11, Хрватска са 6, Словенија и Босна и Херцеговина са 4 и Македонија и Црна Гора са 2 члана).  Постојао је 996 дана, до 14. јануара 1953. када је дан након што је Народна скупштина усвојила Уставни закон, којим је између осталог укинит Президијум, Јосип Броз Тито изабран за председника Републике.
| Преглед председништава АВНОЈ-а и Народне скупштине од 1943. до 1953.       | Преглед председништава АВНОЈ-а и Народне скупштине од 1943. до 1953. | Преглед председништава АВНОЈ-а и Народне скупштине од 1943. до 1953. | Преглед председништава АВНОЈ-а и Народне скупштине од 1943. до 1953. | Преглед председништава АВНОЈ-а и Народне скупштине од 1943. до 1953. | Преглед председништава АВНОЈ-а и Народне скупштине од 1943. до 1953. | Преглед председништава АВНОЈ-а и Народне скупштине од 1943. до 1953.                                                                 |
| скупштина                                                                  | сазив                                                                | назив                                                                | почетак мандата                                                      | крај мандата                                                         | трајање мандата                                                      | напомена |
| -------------------------------------------------------------------------- | -------------------------------------------------------------------- | -------------------------------------------------------------------- | -------------------------------------------------------------------- | -------------------------------------------------------------------- | -------------------------------------------------------------------- | --- |
| АВНОЈ 1943—1945.                                                           | Друго заседање                                                       | Председништво АВНОЈ-а                                                | 29. новембар 1943.                                                   | 9. август 1945.                                                      | 1 година, 253 дана                                                   | |
| АВНОЈ 1943—1945.                                                           | Треће заседање                                                       | Председништво АВНОЈ-а                                                | 9. август 1945.                                                      | 10. август 1945.                                                     | 114 дана                                                             | Председништво АВНОЈ изабрано на Трећем заседању АВНОЈ је 10. августа 1945. преименовано у Председништво Привремене народне скупштине |
| Привремена скупштина ДФЈ 1945.                                             | —                                                                    | Председништво Привремене народне скупштине ДФЈ                       | 10. август 1945.                                                     | 1. децембар 1945.                                                    | 114 дана                                                             | Председништво АВНОЈ изабрано на Трећем заседању АВНОЈ је 10. августа 1945. преименовано у Председништво Привремене народне скупштине |
| Уставотворна скупштина 1945—1946.                                          | —                                                                    | Председништво Уставотворне скупштине ДФЈ                             | 1. децембар 1945.                                                    | 31. јануар 1946.                                                     | 4 године, 144 дана                                                   | Председништво Уставотворне скупштине је 31. јануара 1946. преименовано у Президијум Народне скупштине                                |
| Народна скупштина 1946—1953.                                               | 1 сазив 1945—1950.                                                   | Президијум Народне скупштине ФНРЈ                                    | 31. јануар 1946.                                                     | 24. април 1950.                                                      | 4 године, 144 дана                                                   | Председништво Уставотворне скупштине је 31. јануара 1946. преименовано у Президијум Народне скупштине                                |
| Народна скупштина 1946—1953.                                               | 2 сазив 1950—1953.                                                   | Президијум Народне скупштине ФНРЈ                                    | 24. април 1950.                                                      | 14. јануар 1953.                                                     | 2 године, 265 дана                                                   | |
| Подебљани су датуми када је вршен избор Председништва, односно Президијума |                                                                      |                                                                      |                                                                      |                                                                      |                                                                      | |

## Списак чланова
| Списак чланова Президијума Уставотворне скупштине и Президијума Народне скупштине ФНРЈ | Списак чланова Президијума Уставотворне скупштине и Президијума Народне скупштине ФНРЈ | Списак чланова Президијума Уставотворне скупштине и Президијума Народне скупштине ФНРЈ | Списак чланова Президијума Уставотворне скупштине и Президијума Народне скупштине ФНРЈ | Списак чланова Президијума Уставотворне скупштине и Президијума Народне скупштине ФНРЈ | Списак чланова Президијума Уставотворне скупштине и Президијума Народне скупштине ФНРЈ | Списак чланова Президијума Уставотворне скупштине и Президијума Народне скупштине ФНРЈ | Списак чланова Президијума Уставотворне скупштине и Президијума Народне скупштине ФНРЈ                               | Списак чланова Президијума Уставотворне скупштине и Президијума Народне скупштине ФНРЈ | Списак чланова Президијума Уставотворне скупштине и Президијума Народне скупштине ФНРЈ |
| Број                                                                                   | Име и презиме                                                                          | године живота                                                                          | република коју предсавља                                                               | политичка странка                                                                      | Президијум Уставотворне скупштине и Президијум Народне скупштине ФНРЈ (1 сазив)        | Президијум Народне скупштине ФНРЈ (2 сазив)                                            | Напомене | Реф.                                                                                   |                                                                                        |
| Број                                                                                   | Име и презиме                                                                          | године живота                                                                          | република коју предсавља                                                               | политичка странка                                                                      | 29. новембар 1946 — 24. април 1950.                                                    | 24. април 1950 — 14. јануар 1953.                                                      | Напомене | Реф.                                                                                   |                                                                                        |
| -------------------------------------------------------------------------------------- | -------------------------------------------------------------------------------------- | -------------------------------------------------------------------------------------- | -------------------------------------------------------------------------------------- | -------------------------------------------------------------------------------------- | -------------------------------------------------------------------------------------- | -------------------------------------------------------------------------------------- | --- | -------------------------------------------------------------------------------------- | -------------------------------------------------------------------------------------- |
| 1                                                                                      | Иван Рибар                                                                             | 1881—1968.                                                                             | НР Хрватска                                                                            | Демократска левица                                                                     | председник                                                                             | председник                                                                             | | [ 3 ] [ 8 ]                                                                            |                                                                                        |
| 2                                                                                      | Димитар Влахов                                                                         | 1878—1953.                                                                             | НР Македонија                                                                          | КПЈ                                                                                    | потпредседник                                                                          | потпредседник                                                                          | | [ 3 ] [ 8 ]                                                                            |                                                                                        |
| 3                                                                                      | Марко Вујачић                                                                          | 1889—1974.                                                                             | НР Црна Гора                                                                           | КПЈ                                                                                    | потпредседник                                                                          | потпредседник                                                                          | | [ 3 ] [ 8 ]                                                                            |                                                                                        |
| 4                                                                                      | Филип Лакуш                                                                            | 1888—1958.                                                                             | НР Хрватска                                                                            | ХСС                                                                                    | потпредседник                                                                          | потпредседник                                                                          | | [ 3 ] [ 8 ]                                                                            |                                                                                        |
| 5                                                                                      | Моша Пијаде                                                                            | 1890—1957.                                                                             | НР Србија                                                                              | КПЈ                                                                                    | потпредседник                                                                          | потпредседник                                                                          | | [ 3 ] [ 8 ]                                                                            |                                                                                        |
| 6                                                                                      | Ђуро Пуцар                                                                             | 1899—1979.                                                                             | НР Босна и Херцеговина                                                                 | КПЈ                                                                                    | потпредседник                                                                          | потпредседник                                                                          | | [ 3 ] [ 8 ]                                                                            |                                                                                        |
| 7                                                                                      | Јосип Рус                                                                              | 1893—1985.                                                                             | НР Словенија                                                                           | независтан                                                                             | потпредседник                                                                          | потпредседник                                                                          | | [ 3 ] [ 8 ]                                                                            |                                                                                        |
| 8                                                                                      | Миле Перуничић                                                                         | 1890—1961.                                                                             | НР Црна Гора                                                                           | Демократска странка                                                                    | секретар                                                                               | секретар                                                                               | | [ 3 ] [ 8 ]                                                                            |                                                                                        |
| 9                                                                                      | Бане Андрејев                                                                          | 1905—1980.                                                                             | НР Македонија                                                                          | КПЈ                                                                                    | члан                                                                                   | —                                                                                      | због подршке Информбироу, искључен је 1949. из КПЈ, али је остао члан Президијума до краја мандата                   | [ 3 ]                                                                                  |                                                                                        |
| 10                                                                                     | Владимир Бакарић                                                                       | 1912—1983.                                                                             | НР Хрватска                                                                            | КПЈ                                                                                    | члан                                                                                   | члан                                                                                   | | [ 3 ] [ 8 ]                                                                            |                                                                                        |
| 11                                                                                     | Душан Бркић                                                                            | 1913—2000.                                                                             | НР Хрватска                                                                            | КПЈ                                                                                    | члан                                                                                   | члан, до 9.1950.                                                                       | искључен након хапшења                                                                                               | [ 3 ] [ 8 ]                                                                            |                                                                                        |
| 12                                                                                     | Јосип Броз Тито                                                                        | 1892—1980.                                                                             | —                                                                                      | КПЈ                                                                                    | члан                                                                                   | члан                                                                                   | | [ 3 ] [ 8 ]                                                                            |                                                                                        |
| 13                                                                                     | Јован Веселинов                                                                        | 1906—1982.                                                                             | НР Србија (Војводина)                                                                  | КПЈ                                                                                    | —                                                                                      | члан                                                                                   | | [ 8 ]                                                                                  |                                                                                        |
| 14                                                                                     | Јосип Видмар                                                                           | 1895—1992.                                                                             | НР Словенија                                                                           | КПЈ                                                                                    | члан                                                                                   | члан                                                                                   | | [ 3 ] [ 8 ]                                                                            |                                                                                        |
| 15                                                                                     | Иван Гошњак                                                                            | 1909—1980.                                                                             | НР Хрватска                                                                            | КПЈ                                                                                    | члан, од 30.9.1948.                                                                    | члан                                                                                   | изабран уместо Андрије Хебранга                                                                                      | [ 9 ] [ 7 ]                                                                            |                                                                                        |
| 16                                                                                     | Милован Ђилас                                                                          | 1911—1995.                                                                             | НР Црна Гора                                                                           | КПЈ                                                                                    | члан                                                                                   | члан                                                                                   | | [ 3 ] [ 8 ]                                                                            |                                                                                        |
| 17                                                                                     | Сретен Жујовић                                                                         | 1899—1976.                                                                             | НР Србија                                                                              | КПЈ                                                                                    | члан, до 30.9.1948.                                                                    | —                                                                                      | искључен након хапшења, уместо њега изабран Петар Стамболић                                                          | [ 3 ] [ 7 ]                                                                            |                                                                                        |
| 18                                                                                     | Влада Зечевић                                                                          | 1903—1970.                                                                             | НР Србија                                                                              | Демократска странка                                                                    | члан                                                                                   | члан                                                                                   | | [ 3 ] [ 8 ]                                                                            |                                                                                        |
| 19                                                                                     | Саво Златић                                                                            | 1912—2007.                                                                             | НР Хрватска                                                                            | КПЈ                                                                                    | члан, од 28.4.1948.                                                                    | —                                                                                      | због подршке Информбироу, искључен је 1949. из КПЈ, али је остао члан Президијума до краја мандата                   | [ 5 ] [ 6 ]                                                                            |                                                                                        |
| 20                                                                                     | Стеван Јаковљевић                                                                      | 1890—1962.                                                                             | НР Србија                                                                              | независтан                                                                             | члан                                                                                   | —                                                                                      | | [ 3 ]                                                                                  |                                                                                        |
| 21                                                                                     | Блажо Јовановић                                                                        | 1907—1976.                                                                             | НР Црна Гора                                                                           | КПЈ                                                                                    | члан                                                                                   | члан                                                                                   | | [ 3 ] [ 8 ]                                                                            |                                                                                        |
| 22                                                                                     | Драгољуб Јовановић                                                                     | 1895—1977.                                                                             | НР Србија                                                                              | Земљорадничка странка                                                                  | члан, до 28.4.1948.                                                                    | —                                                                                      | искључен након хапшења, уместо њега изабран Нинко Петровић                                                           | [ 3 ] [ 6 ]                                                                            |                                                                                        |
| 23                                                                                     | Едвард Кардељ                                                                          | 1910—1979.                                                                             | НР Словенија                                                                           | КПЈ                                                                                    | члан                                                                                   | члан                                                                                   | | [ 3 ] [ 8 ]                                                                            |                                                                                        |
| 24                                                                                     | Борис Кидрич                                                                           | 1912—1953.                                                                             | НР Словенија                                                                           | КПЈ                                                                                    | члан                                                                                   | члан                                                                                   | | [ 3 ] [ 8 ]                                                                            |                                                                                        |
| 25                                                                                     | Лазар Колишевски                                                                       | 1914—2000.                                                                             | НР Македонија                                                                          | КПЈ                                                                                    | члан                                                                                   | члан                                                                                   | | [ 3 ] [ 8 ]                                                                            |                                                                                        |
| 26                                                                                     | Сава Косановић                                                                         | 1894—1956.                                                                             | НР Хрватска                                                                            | СДС                                                                                    | члан                                                                                   | члан                                                                                   | | [ 3 ] [ 8 ]                                                                            |                                                                                        |
| 27                                                                                     | Благоје Нешковић                                                                       | 1907—1984.                                                                             | НР Србија                                                                              | КПЈ                                                                                    | члан                                                                                   | члан                                                                                   | због противљења политици Политбироа ЦК КПЈ, искључен је 1952. из КПЈ, али је остао члан Президијума до краја мандата | [ 3 ] [ 8 ]                                                                            |                                                                                        |
| 28                                                                                     | Џавид Нимани                                                                           | 1919—2000.                                                                             | НР Србија (АКМО)                                                                       | КПЈ                                                                                    | —                                                                                      | члан                                                                                   | | [ 8 ]                                                                                  |                                                                                        |
| 29                                                                                     | Душан Петровић                                                                         | 1914—1977.                                                                             | НР Србија                                                                              | КПЈ                                                                                    | —                                                                                      | члан                                                                                   | | [ 8 ]                                                                                  |                                                                                        |
| 30                                                                                     | Нинко Петровић                                                                         | 1896—1981.                                                                             | НР Србија                                                                              | независтан                                                                             | члан, од 28.4.1948.                                                                    | члан                                                                                   | изабран уместо Драгољуба Јовановића                                                                                  | [ 6 ] [ 8 ]                                                                            |                                                                                        |
| 31                                                                                     | Јаша Продановић                                                                        | 1867—1948.                                                                             | НР Србија                                                                              | Републиканска странка                                                                  | члан, до 1.6.1948.                                                                     | —                                                                                      | преминуо; уместо њега изабран Алекса Томић                                                                           | [ 3 ]                                                                                  |                                                                                        |
| 32                                                                                     | Александар Ранковић                                                                    | 1909—1983.                                                                             | НР Србија                                                                              | КПЈ                                                                                    | члан                                                                                   | члан                                                                                   | | [ 3 ] [ 8 ]                                                                            |                                                                                        |
| 33                                                                                     | Иван Регент                                                                            | 1884—1967.                                                                             | НР Словенија                                                                           | КПЈ                                                                                    | члан, од 28.4.1948.                                                                    | члан                                                                                   | | [ 6 ] [ 8 ]                                                                            |                                                                                        |
| 34                                                                                     | Златан Сремец                                                                          | 1898—1971.                                                                             | НР Хрватска                                                                            | ХСС                                                                                    | члан                                                                                   | члан                                                                                   | | [ 3 ] [ 8 ]                                                                            |                                                                                        |
| 35                                                                                     | Петар Стамболић                                                                        | 1912—2007.                                                                             | НР Србија                                                                              | КПЈ                                                                                    | члан, од 30.9.1948.                                                                    | члан                                                                                   | изабран уместо Сретена Жујовића                                                                                      | [ 7 ] [ 8 ]                                                                            |                                                                                        |
| 36                                                                                     | Синиша Станковић                                                                       | 1892—1974.                                                                             | НР Србија                                                                              | независтан                                                                             | члан                                                                                   | члан                                                                                   | | [ 3 ] [ 8 ]                                                                            |                                                                                        |
| 37                                                                                     | Добросав Томашевић                                                                     | 1883—1964.                                                                             | НР Србија                                                                              | Земљорадничка странка                                                                  | члан                                                                                   | члан                                                                                   | | [ 3 ] [ 8 ]                                                                            |                                                                                        |
| 38                                                                                     | Алекса Томић                                                                           | 1879—1971.                                                                             | НР Србија                                                                              | Републиканска странка                                                                  | члан, од 30.9.1948.                                                                    | члан                                                                                   | изабран уместо Јаше Продановића                                                                                      | [ 7 ] [ 8 ]                                                                            |                                                                                        |
| 39                                                                                     | Цветко Узуновски                                                                       | 1912—1993.                                                                             | НР Македонија                                                                          | КПЈ                                                                                    | —                                                                                      | члан                                                                                   | | [ 8 ]                                                                                  |                                                                                        |
| 40                                                                                     | Фране Фрол                                                                             | 1899—1989.                                                                             | НР Хрватска                                                                            | ХСС                                                                                    | члан                                                                                   | члан                                                                                   | | [ 3 ] [ 8 ]                                                                            |                                                                                        |
| 41                                                                                     | Андрија Хебранг                                                                        | 1899—1949.                                                                             | НР Хрватска                                                                            | КПЈ                                                                                    | члан, до 30.9.1948.                                                                    | —                                                                                      | искључен након хапшења, уместо њега изабран Иван Гошњак                                                              | [ 3 ] [ 7 ]                                                                            |                                                                                        |
| 42                                                                                     | Авдо Хумо                                                                              | 1914—1983.                                                                             | НР Босна и Херцеговина                                                                 | КПЈ                                                                                    | члан                                                                                   | члан                                                                                   | | [ 3 ] [ 8 ]                                                                            |                                                                                        |
| 43                                                                                     | Родољуб Чолаковић                                                                      | 1900—1983.                                                                             | НР Босна и Херцеговина                                                                 | КПЈ                                                                                    | члан                                                                                   | члан                                                                                   | | [ 3 ] [ 8 ]                                                                            |                                                                                        |
| 44                                                                                     | Владо Шегрт                                                                            | 1907—1991.                                                                             | НР Босна и Херцеговина                                                                 | КПЈ                                                                                    | члан                                                                                   | члан                                                                                   | | [ 3 ] [ 8 ]                                                                            |                                                                                        |